# Adolph L’Arronge

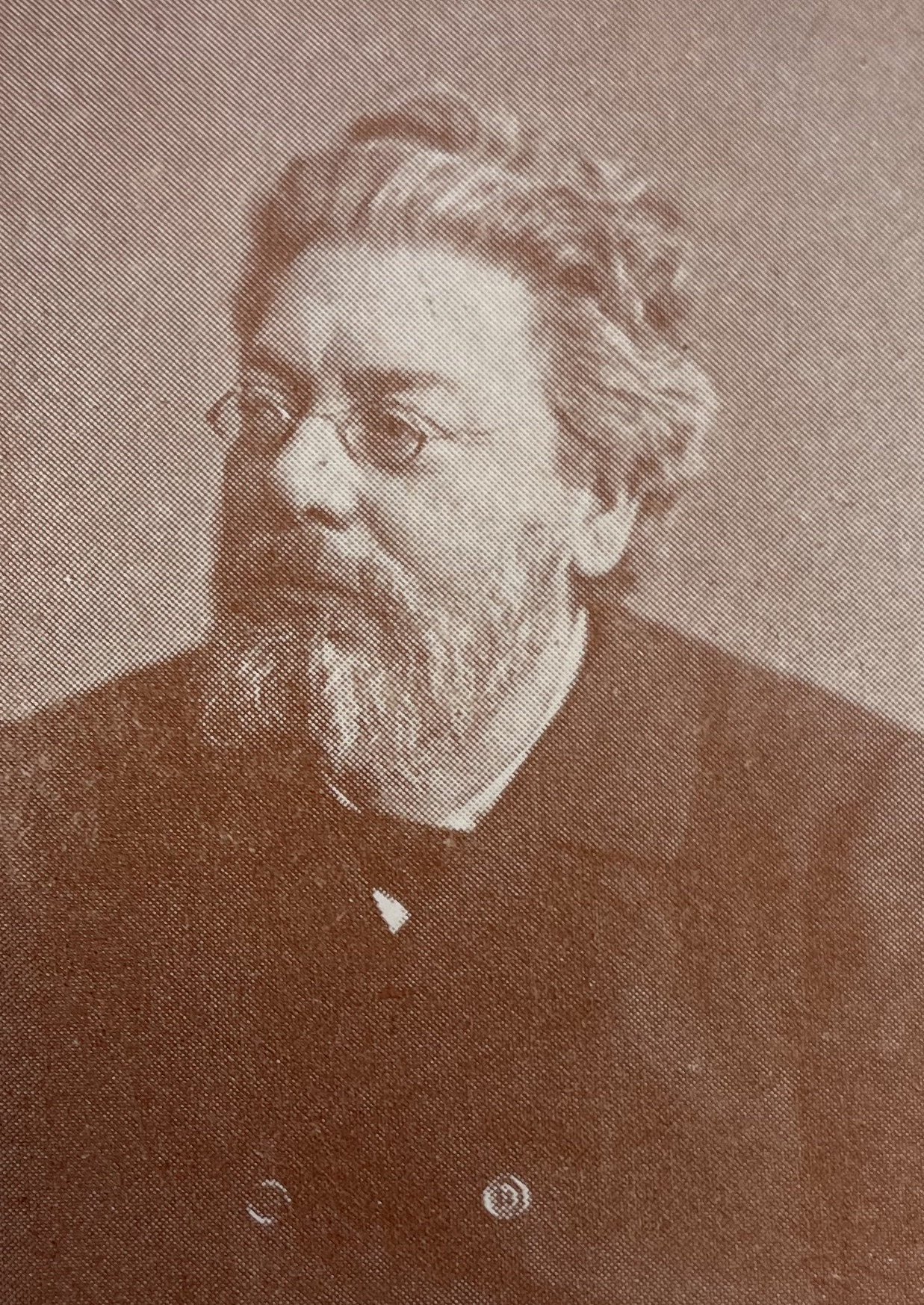
Adolphe L’Arronge, um 1900

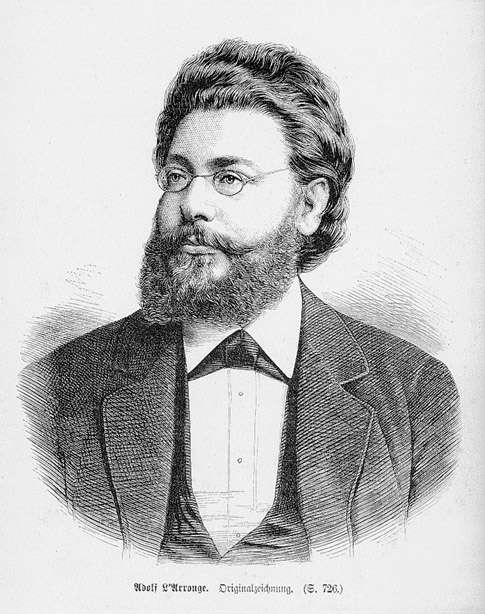
Adolph L’Arronge, um 1875

Adolph Henri Georg August L’Arronge (geboren 8. März 1838 in Hamburg; gestorben 24. Mai 1908 in Kreuzlingen am Bodensee) war ein bedeutender Theaterleiter, Kapellmeister und Bühnenautor. Er begründete das Deutsche Theater Berlin als eines der führenden deutschen Theater.

## Leben und Wirken

### Herkunft und erste Tätigkeiten
Adolph L’Arronge war der älteste Sohn des protestantischen Hamburger Schauspielers Theodor L’Arronge und dessen Ehefrau Rosa Eva Trautmann. Der Vater wurde ein beliebter Possendarsteller und Theaterdirektor.
Adolph L’Arronge studierte am Leipziger Konservatorium Musik.
Anschließend wirkte er als Theaterkapellmeister u. a. in Köln, Königsberg, Würzburg und Stuttgart. 1866 wurde er Leiter der Krolloper in Berlin. Gleichzeitig entstanden seine ersten Werke als Bühnenautor. Von 1869 bis 1872 war Adolph L’Arronge Theaterredakteur der Berliner Gerichtszeitung.
Von 1874 bis 1878 leitete  er das bekannte Lobe-Theater in Breslau.

### Deutsches Theater Berlin
1881 kaufte Adolph L’Arronge  das Friedrich-Wilhelmstädtische Theater in Berlin, das bis dahin vor allem Unterhaltungsstücke, wie Possen gespielt hatte. Er ließ es umbauen und eröffnete es 1883 als Deutsches Theater neu.
Dieses wandte sich nun vor allem klassischen Dramen zu.
Mit dem Konzept, diese mit beliebten volkstümlichen Stücken zu mischen, machte er es zu einem eder bedeutendsten deutschsprachigen Theater seiner Zeit. Er erwarb sich den Ruf, der erfolgreichste Theaterleiter und Bühnenautor des Wilhelminischen Zeitalters zu sein.
In Zusammenhang mit einem antisemitischen Zeitstück aus dem Umfeld des Hofpredigers Adolf Stoecker, das Adolph L’Arronge als Direktor des Deutschen Theaters abgelehnt hatte, kam es zu Zuschreibungen L’Arronges zum Judentum: „Die Antisemiten in der Reichshauptstadt erklärten in den 1880er Jahren auch DT-Direktor Adolph L’Arronge zum Juden, den Mann mit dem undeutschen Namen. Ursprünglich habe er Aaron oder Aaronsohn geheißen, wurde verbreitet. [...] Dabei waren die L’Arronges schon von jeher Protestanten. [...] Adolph L’Arronge selbst fand es stets unter seiner Würde, zu dementieren, dass er Jude sei. Damit hätte er den Antisemiten in die Hände gespielt und das Judentum als eine Angelegenheit markiert, die seine Distanzierung erforderlich machte.“

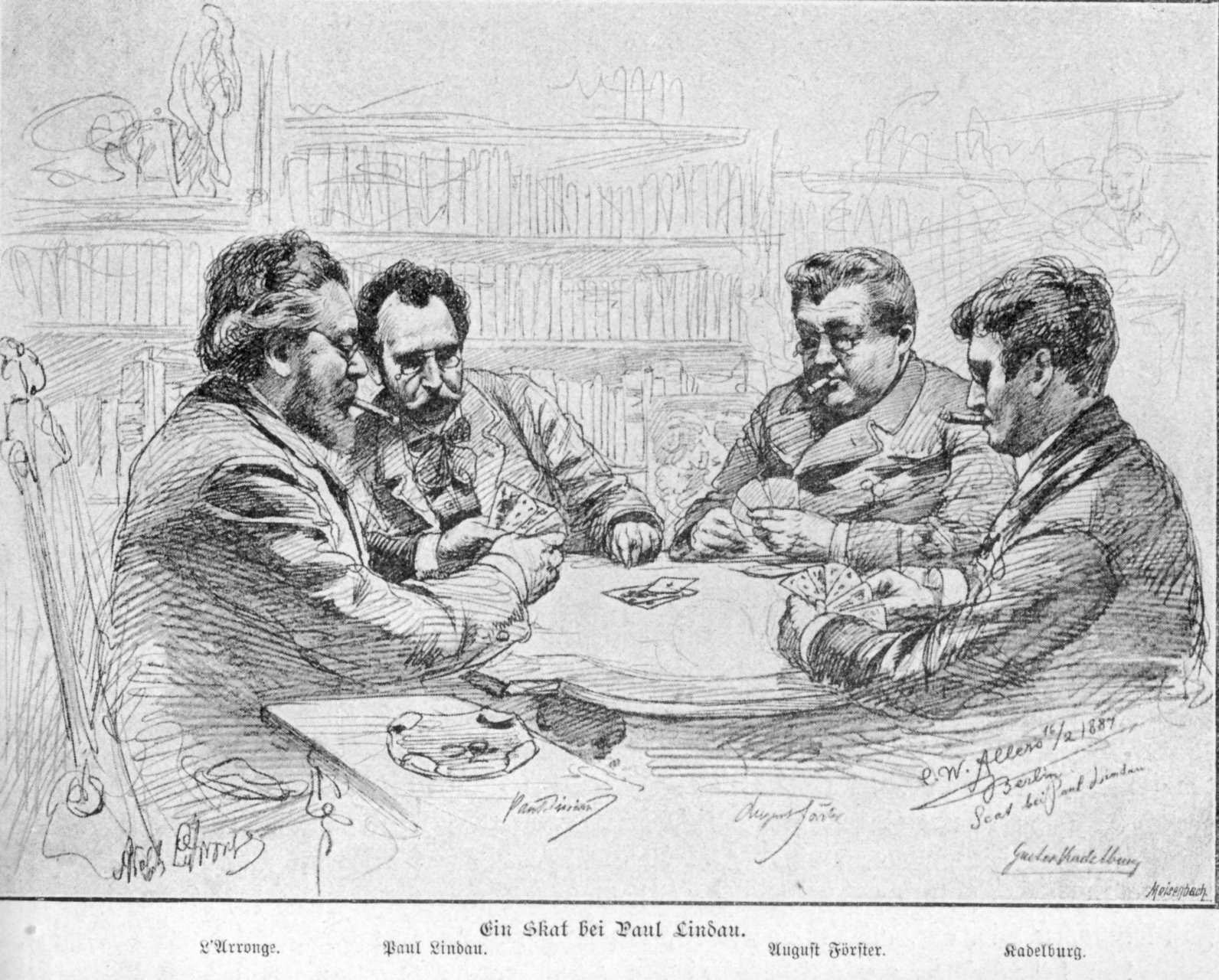
Adolph L’Arronge mit dem Theaterkritiker Paul Lindau und weiteren beim Skat, 1887

Adolph L’Arronge lebte ab 1878 in Potsdam-Babelsberg. 1881 ließ er sich dort von den Architekten Ende & Böckmann das Haus Virchowstrasse 43 errichten, die nach dem späteren Bewohner Jakob Goldschmidt Goldschmidtvilla genannte denkmalgeschützte Villa.

### Letzte Jahre und  Tod

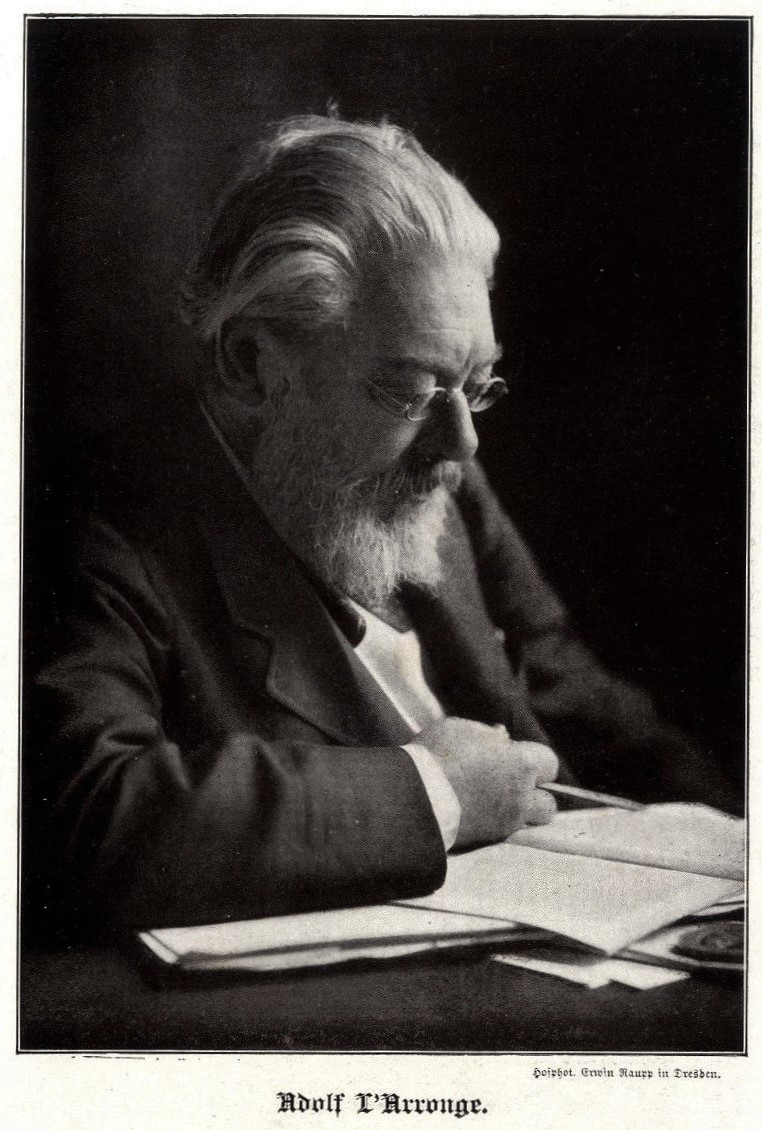
Adolf L’Arronge. Foto von Erwin Raupp, um 1900

1894 verpachtete Adolph L’Arronge das Deutsche Theater  an Otto Brahm. Dieser führte dort in den folgenden Zeit vor allem Stücke des Naturalismus auf, was L’Arronge nicht besonders gefiel. Ab 1905 führte dann Max Reinhardt das Theater zu einer größeren Bedeutung.
Im März 1908 beging Adolph L’Arronge seinen 70. Geburtstag in Berlin. Bei den zahlreichen Feierlichkeiten, die zu seinen Ehren abgehalten wurden, schien er bester Gesundheit zu sein. Während eines Besuchs seiner Tochter in Breslau erkrankte L’Arronge jedoch kurz darauf an einer Grippe, der sich schnell weitere Beschwerden beigesellten. Seine Gesundheit war so angegriffen, dass er ins Binswangersche Sanatorium in Kreuzlingen am Bodensee gebracht wurde. Dort schien er auf dem Wege der Besserung zu sein, starb dann jedoch am Abend des 24. Mai 1908 im Beisein seiner Gattin und des gemeinsamen Sohnes an Herzversagen.
Die Beisetzung fand unter großer Anteilnahme der Öffentlichkeit am Himmelfahrtstag, dem 28. Mai 1908, auf dem Friedhof III der Jerusalems- und Neuen Kirche vor dem Halleschen Tor in Berlin statt. Theodor Krummacher leitete die Trauerfeier, der unter anderen Max Pohl, Else Lehmann und Paul Lindau beiwohnten.

### Grabstein

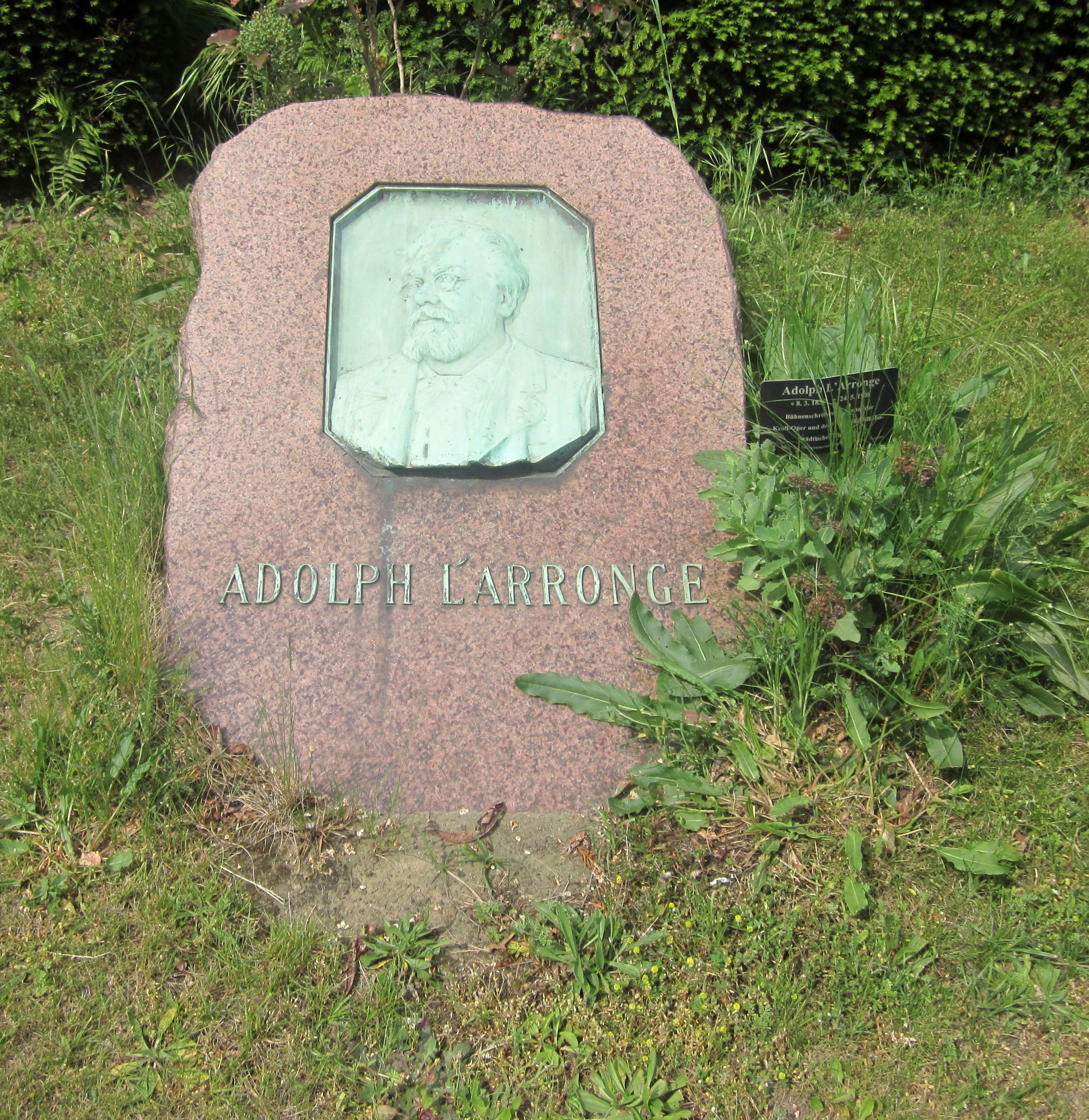
Grab von Adolph L’Arronge in Berlin-Kreuzberg

Bei dem erhaltenen Grabdenkmal für Adolph L’Arronge handelt es sich um einen polierten Granitfindling, in den ein Reliefporträt des Verstorbenen eingelassen ist, ein Werk von Gustav Schmidt-Cassel.

## Ehe und Familie
Adolph L’Arronge heiratete Selma Rottmayer (1842–1926) im Jahre 1866. Sie hatten fünf Kinder
- Julie Marie Auguste Friedrike L’Arronge (1867–1869)
- Feodor Walther L’Arronge (Walter; 1869–1908/26)
- Catharina Johanna Asch (Käthe; 1874–nach 1926), heiratete den Gynäkologen Robert Asch (1869–1929), lebte 1908 in Breslau
- Hans Leopold L’Arronge (Hans, 1874–1949), Schriftsteller und Regisseur
- Paula Gertrud von Pinelli (1881–nach 1929), heiratete 1905/1906 in Rom Manfredo von Pinelli († 1920), Sohn von Ada von Treskow und Giuseppe Pinelli(-Rizzutto), ihr Sohn Aldo Manfred von Pinelli (1912–1967) wurde als Drehbuchautor und Liedtexter bekannt; ein Grundbucheintrag in Dahlwitz-Hoppegarten[8] legt nahe, dass sich Paula Gertrud von Pinelli nach 1929[9] unter dem Namen Kuttner neu vermählte

## Werke

### Bedeutung
Adolph L’Arronge war ein sehr erfolgreicher Bühnenautor.
Dabei wandelte sich sein Stil bald von einfachen Possen zu bissiger Gesellschaftskritik, die er geschickt als leichte Kost zu verpacken verstand.
Einige Stücke wie Doktor Klaus und Mein Leopold wurden sehr populär und an vielen deutschen Theatern erfolgreich gespielt.

### Theaterstücke
- Der zweite Jakob, Bloch, Berlin, 1862 OCLC 249979391
- Das große Loos. Posse mit Gesang in 3 Akten und einem Vorspiel, genannt „Fortuna's Geburtstag“. Boll, Berlin 1866, urn:nbn:de:bvb:12-bsb00057365-8.
- Eine schauerliche That, Boll, Berlin, 1867 OCLC 249979798

- Gebrüder Bock. Komisches Lebensbild mit Gesang in 3 Akten, mit theilweiser Benutzung eines J. Rosen'schen Stoffes. Musik: August Conradi, Bittner, Berlin 1868.
- Eine Prostituierte. Berliner Sittenbild, Berlin, 1869 OCLC 257273950
- Die Spitzenkönigin. Original-Lebensbild in 3 Acten und 5 Bildern. Roeder, Berlin 1872 (mit Hugo Müller).
- Die Kläffer (mit Heinrich Wilken).
- Der Registrator auf Reisen. Posse mit Gesang in 3 Acten (mit Gustav von Moser; Digitalisat des Manuskripts in der Google-Buchsuche).
- Die weiße Katze.
- Papa hat’s erlaubt. Schwank mit Gesang in 1  Akt. Bittner, Berlin 1872 (mit Gustav von Moser).
- Mein Leopold. Original-Volksstück mit Gesang in 3 Akten und 6 Bildern. Wallisshauser, Wien 1876 (online – Internet Archive; verfilmt 1913 Regie: Heinrich Bolten-Baeckers und 1931 Regie: Hans Steinhoff).
- Alltagsleben. Volksstück (1874)
- Hasemanns Töchter. Volksstück in 4 Akten. Bloch, Berlin 1877.
- Doktor Klaus. Lustspiel in 5 Akten. Bloch, Berlin 1879.
- Die Nacht der wohlthätigen Damen. Komödie (mit Gustav Sperch, 1879). Neuausgabe: Verlag Deutscher Buehnenschriftsteller und Buehnenkomponisten, Norderstedt 1985.
- Haus Lonei. Ein Lustspiel in 4 Akten. Boll, Berlin 1880, urn:nbn:de:hbz:6-73649469565.
- Der Kompagnon. Lustspiel in vier Akten. Bloch, Berlin 1879.
- Die Sorglosen. Lustspiel in 3 Akten. Bloch, Berlin 1882.
- Das Heimchen (1883)
- Der Weg zum Herzen. Lustspiel in 4 Akten. Bloch, Berlin 1885.
- Die Lorelei., Trauerspiel (1886)
- Wenn Erna träumt. Heiteres Volksstück in 3 Akten. Neuausgabe: Verlag Deutscher Buehnenschriftsteller und Buehnenkomponisten, Norderstedt 1985 (mit Gustav Sperch).

### Weitere Veröffentlichungen
- Das Deutsche Theater und die deutsche Schauspielkunst